# Museo de Arte Philbrook
El Museo de Arte Philbrook es un museo de arte con jardines formales en la ciudad de Tulsa, Oklahoma. El museo está localizado en lo que fuera la "Villa Philbrook" en los años 1920s, la casa del pionero petrolero de Oklahoma Waite Phillips y su esposa Genevieve. El museo exhibe colecciones de arte de en todo el mundo, abarcando varios medios de comunicación artísticos y estilos, aunque enfocándose en arte Americano Nativo, cestería, cerámica, pinturas y joyas.

## Historia

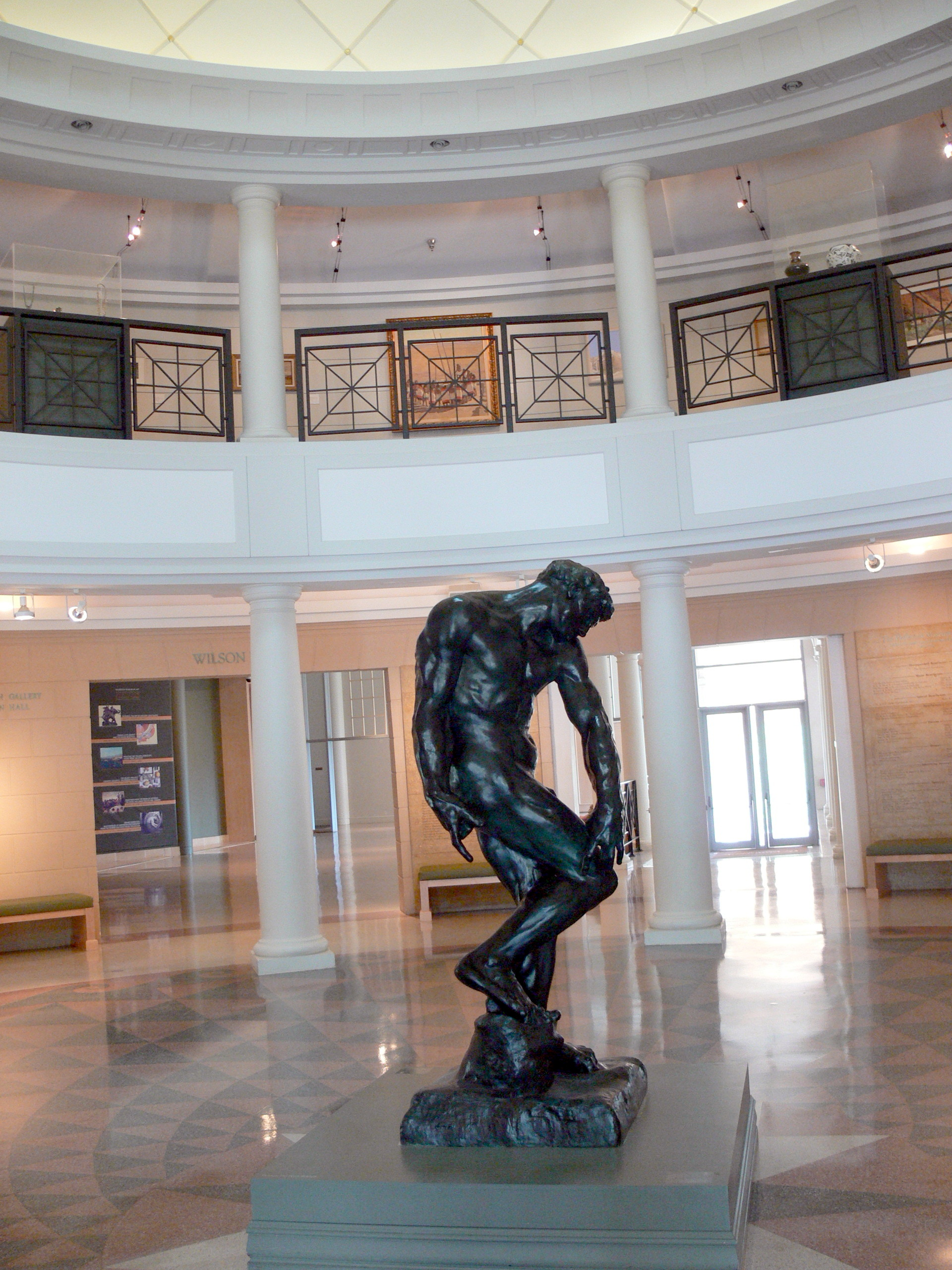
Rotunda del Museo de Arte Philbrook

El Museo de Arte Philbrook Museo de Arte, bajo el tutelaje de su primer director, Eugene Kingman, abrió sus puertas al público el 25 de octubre de 1939 con un colección permanente de arte formada a partir de las colecciones de la Asociación de Arte de Tulsa así como de la Villa Philbrook. En 1940, se empezaron a dar clases de arte, así como un programa de visitas escolares que resultó en la adición del Museo Infantil en 1949. Una nueva sala fue construida en 1969 dada una mayor demanda por las clases de arte, pero el uso de este espacio ha cambiado desde entonces. El museo experimentó dificultades financieras en los 1980s y un renacimiento en los 1990s. El nombre fue cambiado de Centro de Arte al Philbrook a Museo de Arte Philbrook en 1987, cuando se acreditó. En 2009, después de un proceso de dos años, Philbrook fue re-acreditado por la Alianza Americana de Museos.

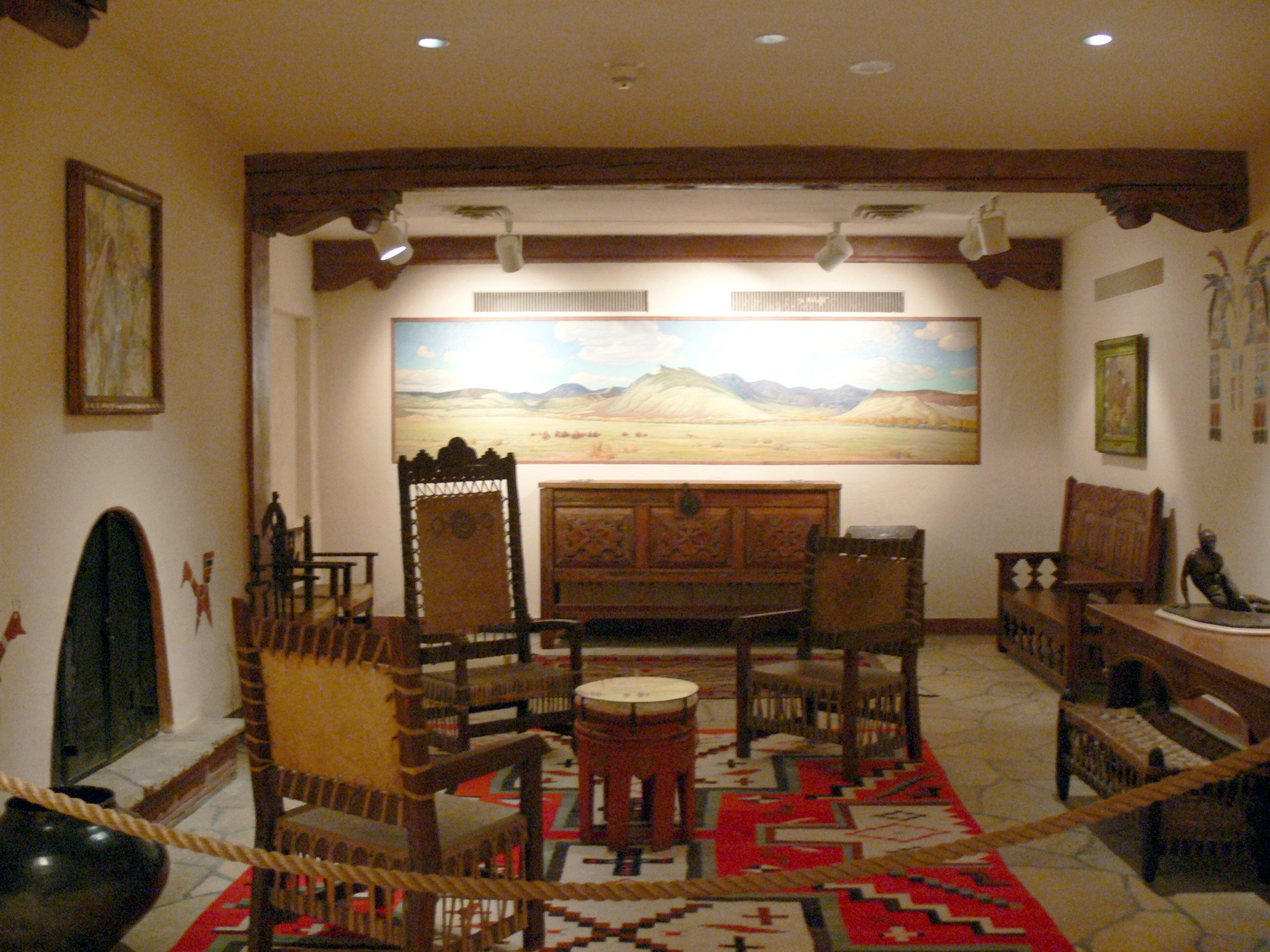
Sala Santa Fe

En 1990, el museo fue expandido con la adición de los 70,000 pies cuadrados (6,500 metros cuadrados) del Pabellón Kravis, que incluyó espacio para una galería de exhibiciones especiales, una rotunda en la entrada al público, una escuela del museo, biblioteca, una área de restaurante con asientos para hasta 100 personas, una tienda expandida y espacio para eventos. En el Centro de Conferencias Williams caben de 75 a 80 personas, y en el Auditorio Patti Johnson Wilson hasta 236 personas. El 14 de junio de 2013, se inauguró Philbrook Centro, una instalación satélite en el Distrito de Artes Brady de Tulsa. Con 30,000 pies cuadrados (2,800 metros cuadrados) se enfocó en arte contemporáneo, y arte Americano Nativo. Piezas en exhibición incluyen trabajos por notables artistas del Siglo XX, como Willem de Kooning, Robert Rauschenberg, Clyfford Todavía, y Georgia O'Keeffe. El nivel superior del edificio contenía la Colección Eugene B. Adkins y el Centro de Estudios Adkins. En 2020 esta ubicación cerró para ser reemplazada por el Centro Bob Dylan.
La colección permanente del museo abarca arte europeo, americano, americano nativo, moderno y contemporáneo, africano, asiático, así como diseño y antigüedades. La colección ha crecido con regalos de cerámica y cestería indígena americana otorgados por Clark Field en 1942 y de la colección de Roberta Campbell Lawson en 1947. Así mismo, la colección americana y europea recibió un impulso por parte de Laura Rutherford Clubb quién donó pinturas en 1947, y por otras donaciones de pinturas y esculturas del Renacimiento italiano por parte de la fundación Samuel H. Kress en 1961. Las colecciones asiáticas, africanas, y de antigüedades fueron realzadas por regalos de George H. Taber, Pete y Velma Gillert y Lawrence y Herbert Gussman en las tres décadas siguientes. Hoy la colección incluye trabajos de Giovanni Bellini, William-Adolphe Bouguereau, William Merritt Chase, Leonardo Drew, Arturo Herrera, Charles Loloma, María Martínez, Thomas Moran, Pablo Picasso, Fritz Scholder, Tanzio da Varallo, Rachel Whiteread, Kehinde Wiley, y Andrew Wyeth, entre muchos otros artistas reconocidos.

## Edificio

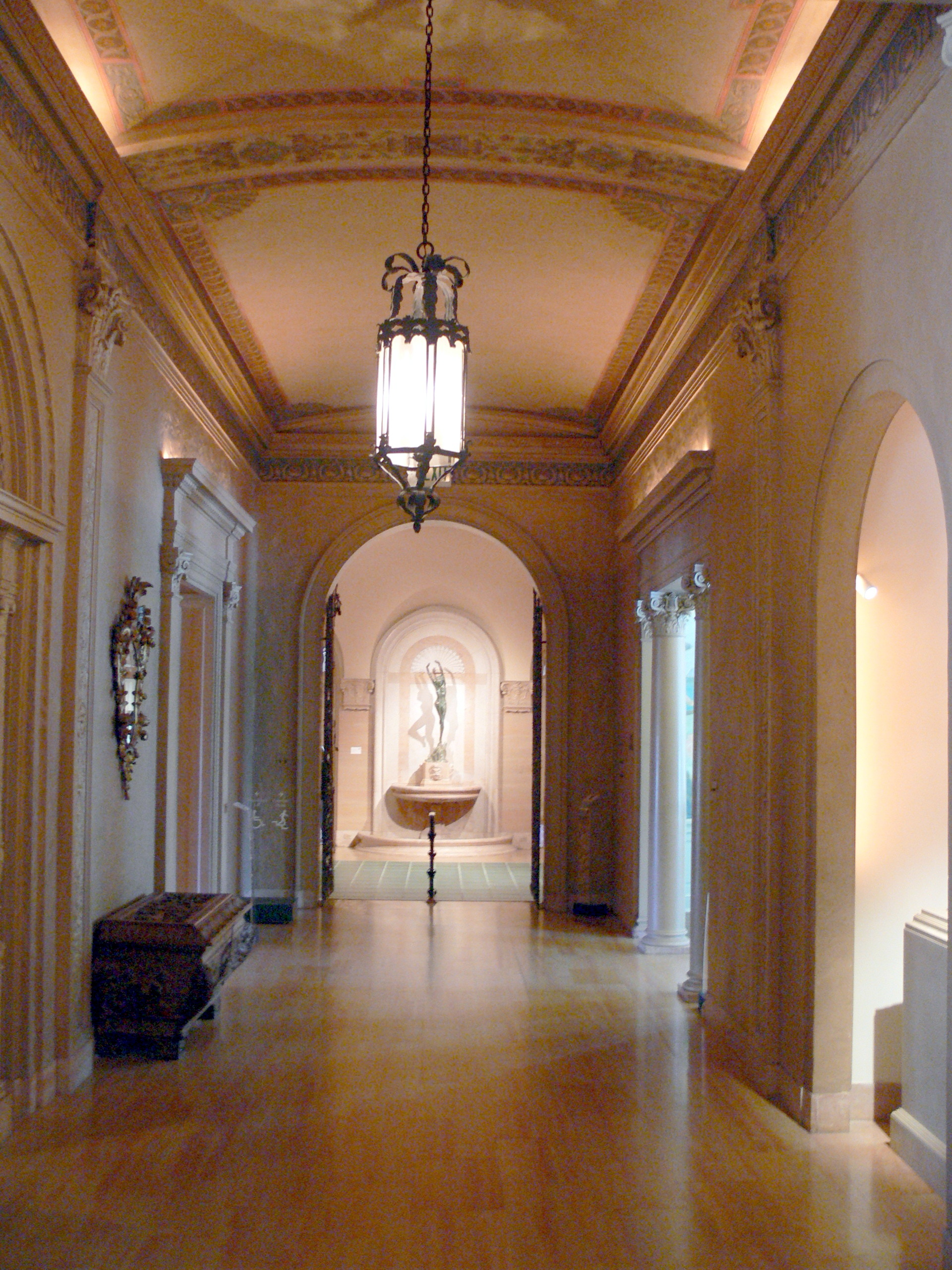
Pasillo central del museo

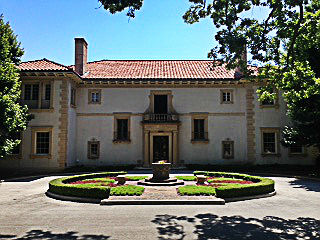
Fachada principal

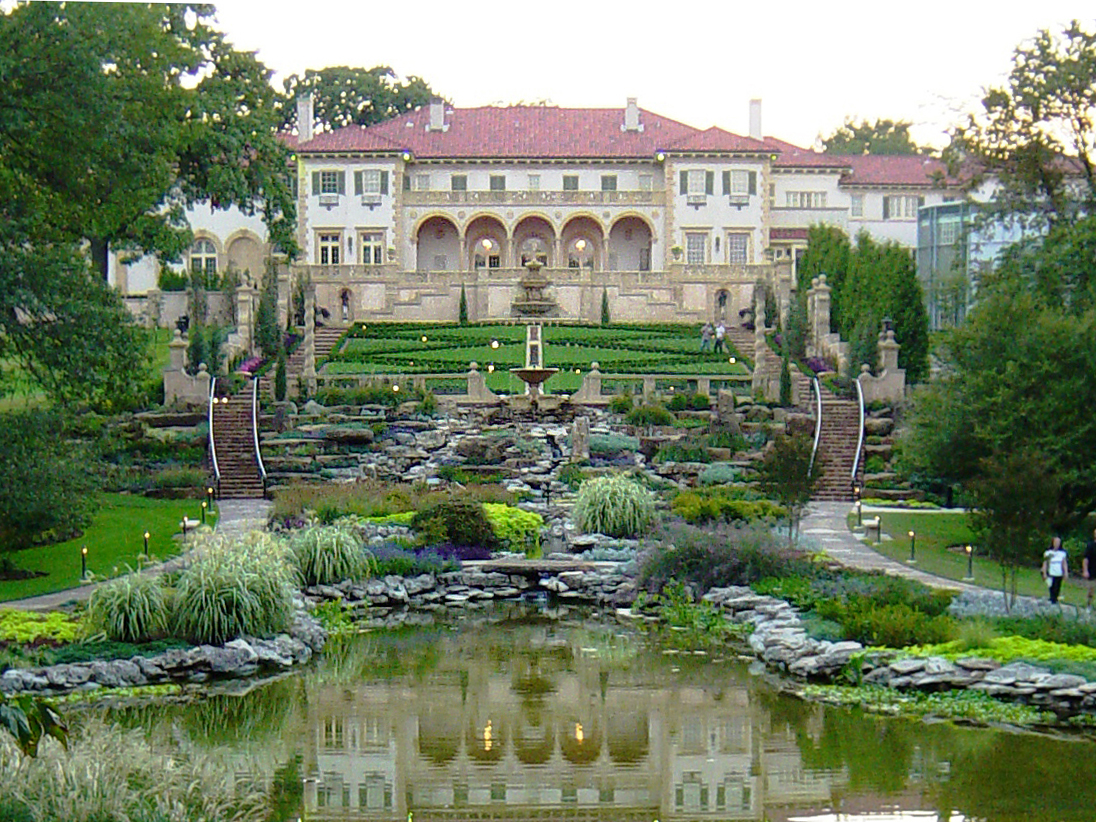
Vista del jardín y parte trasera del edificio

La estructura original del museo es una villa al estilo del Renacimiento italiana que fuera la casa del pionero petrolero de Oklahoma Waite Phillips y su mujer Genevieve. Phillips comisionó a Edward Buehler Delk, arquitecto de la ciudad de Kansas, para diseñar la mansión en 1926. La construcción empezó ese mismo año y fue completada el año siguiente. Nombrada "Villa Philbrook," la mansión de tres pisos fue construida a base de acero y un armazón de concreto armado. El exterior de la casa es estuco, con mármol blanco pulverizado incluido en la mezcla lo que causa que brille. Las esquinas tienen bloques de caliza de Kasota, Minnesota, que se asemejan al travertino italiano. Esta mampostería también decora las puertas y ventanas. Una galería en la parte trasera de la casa resalta cinco arcos con columnas corintias, destaca una terraza que otorga una vista de los jardines formales. El techo presenta un alerón ancho y está cubierto con azulejos de estilo italiano.
El interior de la mansión tenía 72 habitaciones decoradas con travertino, chimeneas y fuentes de mármol, pisos de teca, nogal y roble, así como techos ornamentados como los de las casas de campo italianas. Las habitaciones principales de la casa se encontraban en el primer piso. La mansión está centrada por la sala de entrada, y enmarcada por una escalera doble que llega directamente al vestíbulo. La sala está separada por un corredor en forma de cruz ligeramente levantado, que tiene un techo de bóveda de arista pintado con diseños del Renacimiento italiano, y realzado con columnas de orden corintio y herraje. Las características principales de la sala de recepción son las vigas y el trabajo de yeso pintado con la apariencia de madera. Un órgano se encuentra detrás de un tapiz grande. A izquierda de la entrada están el comedor y la biblioteca, y a la derecha el salón y los cuartos de música. El comedor y los salones presentan techos tallados, y en la biblioteca panelada de madera hay una lámpara en forma de globo terráqueo que reproduce un mapa de la época renacentista. El cuarto de música destacada por un mural con flappers en indumentaria Griega ilustrando los cuatro tempos musicales: scherzo, andante, rondó y allegro.
En el ala a la derecha del bloque principal de la casa había un solárium, y a la izquierda estaba el ala de servicio que incluida la cocina y los cuartos del personal. Las habitaciones de la familia se encontraban en el segundo piso, con cuatro dormitorios, cada cual con un baño, vestidor, porche, y dos habitaciones de huéspedes. Una escalera localizada entre la recepción y el comedor accedia el piso más bajo que lleva a las habitaciones estilo Southwestern y a la puerta cochera. 
En 1938, la Phillips donó la Villa Philbrook y sus jardines circundantes a la ciudad de Tulsa, con el propósito de que la propiedad fuera utilizada para el arte y la cultura. Mientras que las habitaciones principales en el primer piso quedaron virtualmente intactas, el resto del espacio ha sido remodelado para su uso como institución pública.

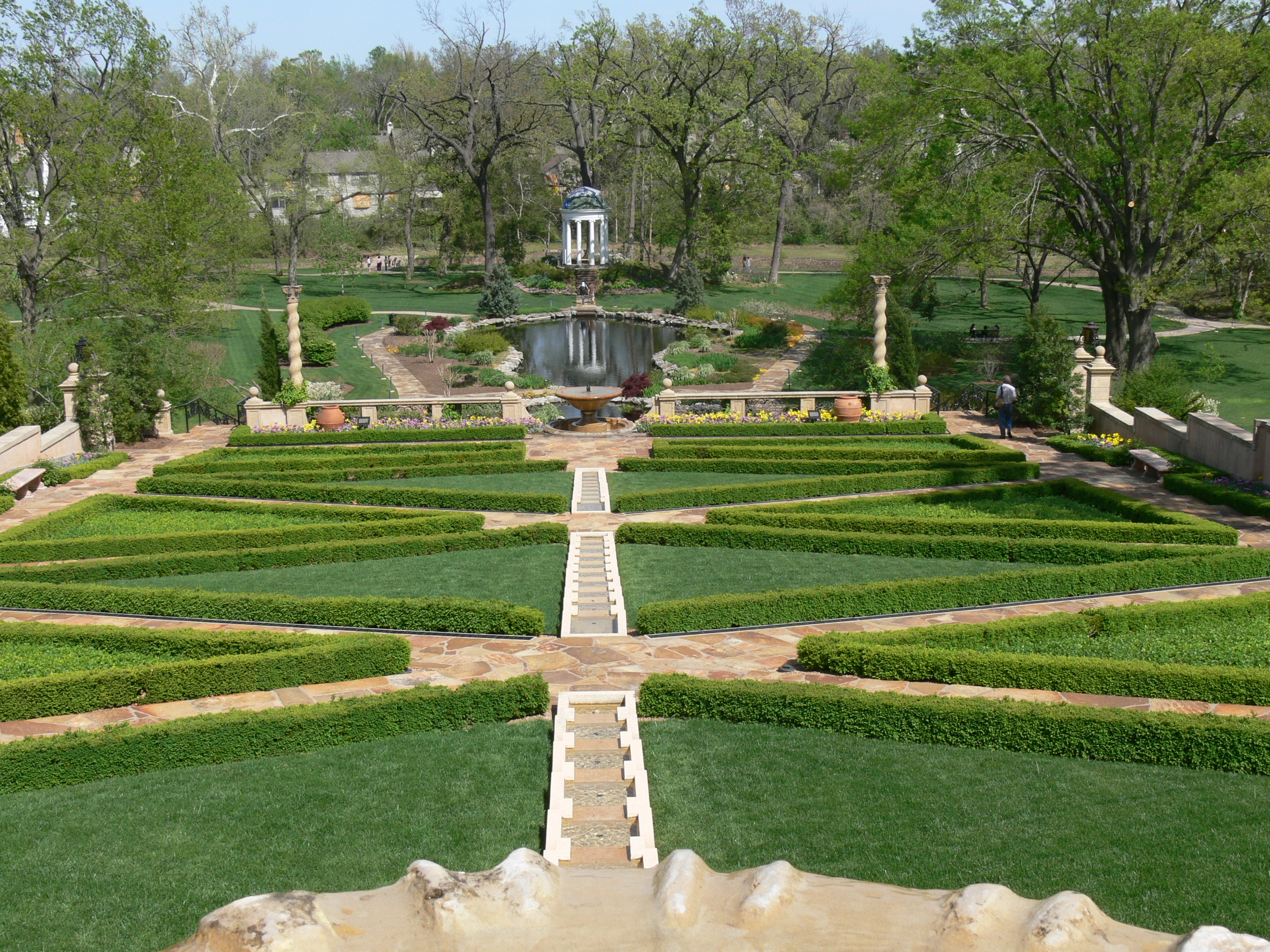
Jardines formales

### Jardines
El museo está rodeado por 25 acres (93,000 m²) de jardines formales e informales. Originalmente diseñado por Hare & Hare, los amplios terrenos contienen elaborados jardines inspirados en la Villa Lante, una casa de campo italiana al norte de Roma diseñada por Giacomo Barozzi da Vignola en 1566. Los jardines formales, con sus canales y los paseos diagonales que enlazan la mansión hacia abajo al estanque rústico abajo, adornados con un templete clásico, son parte del diseño original y construcción. Los jardines al sur de la propiedad que se extienden hasta la casa de veraneo fueron concebido más tarde y terminados en 2004. Tienen plantas nativas de Oklahoma y un riachuelo. La obra de Barry Flanagan Pensador en la Piedra, se encuentra en esta sección.

## Administración
A 2007, el museo tiene un personal de 60 empleados y un presupuesto de operación de casi $6 millones de dólares. Durante la administración del director Randall Suffolk entre 2007 and 2015, el museo reorganizó sus departamentos de conservación y educación para enfocarse en programas orientados a las familias, llevando a un incremento de 63% en el número de visitas. Suffolk también consiguió aumentar el presupuesto de operación de manera notoria, así como añadir 2,800 obras a la colección permanente. Suffolk se marchó en 2015 para dirigir el High Museum of Art en Atlanta. En 2016, Scott Stulen dejó su puesto como conservador en el Museo de Arte de Indianápolis para convertirse en el director ejecutivo del Philbrook. El museo está abierto de 9:00 am a 5:00 pm. todos los días excepto lunes y martes. Es visitado por alrededor de 123,000 personas cada año.

## Colección

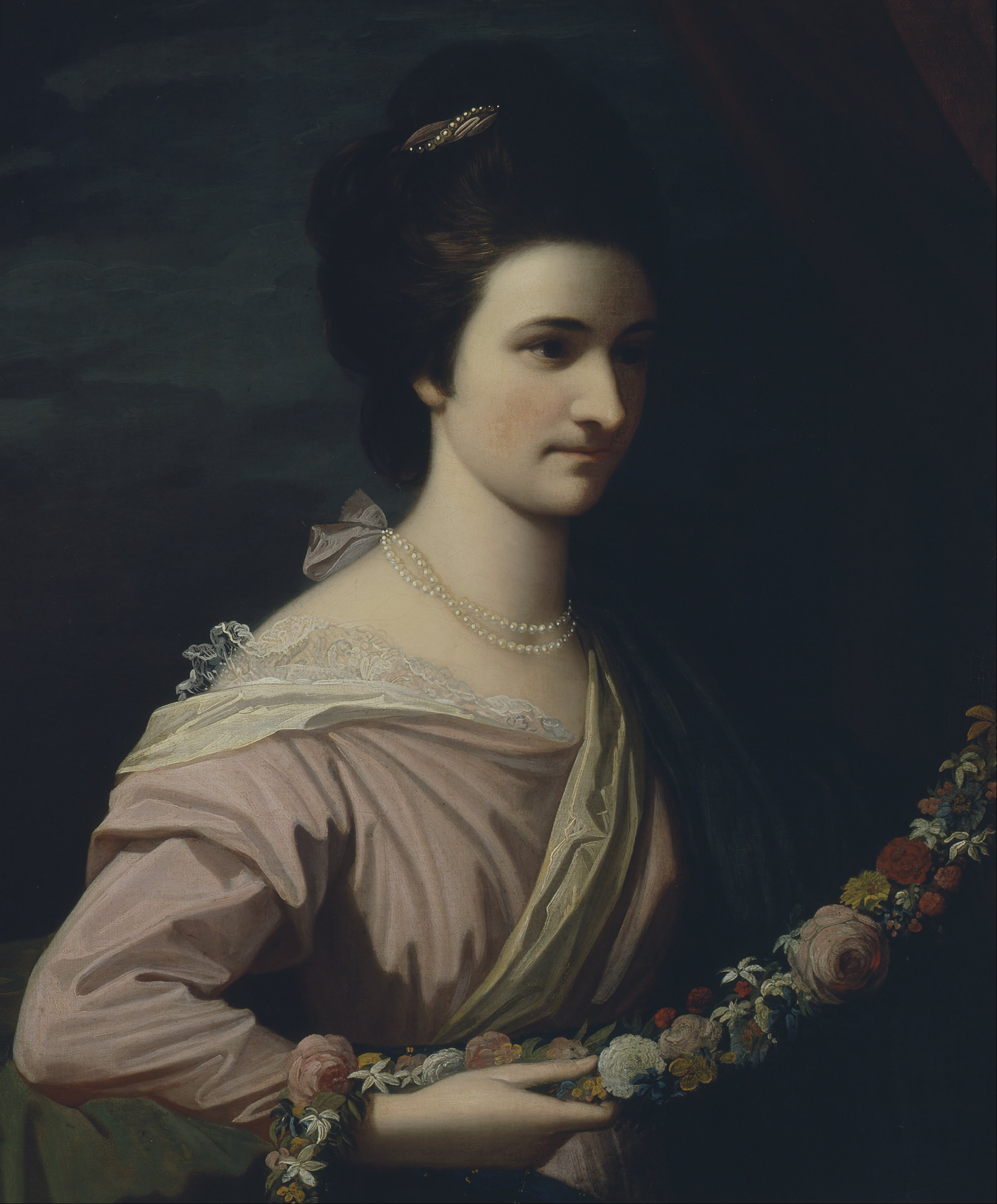
Benjamin West, Miss Elizabeth Milward (1770)
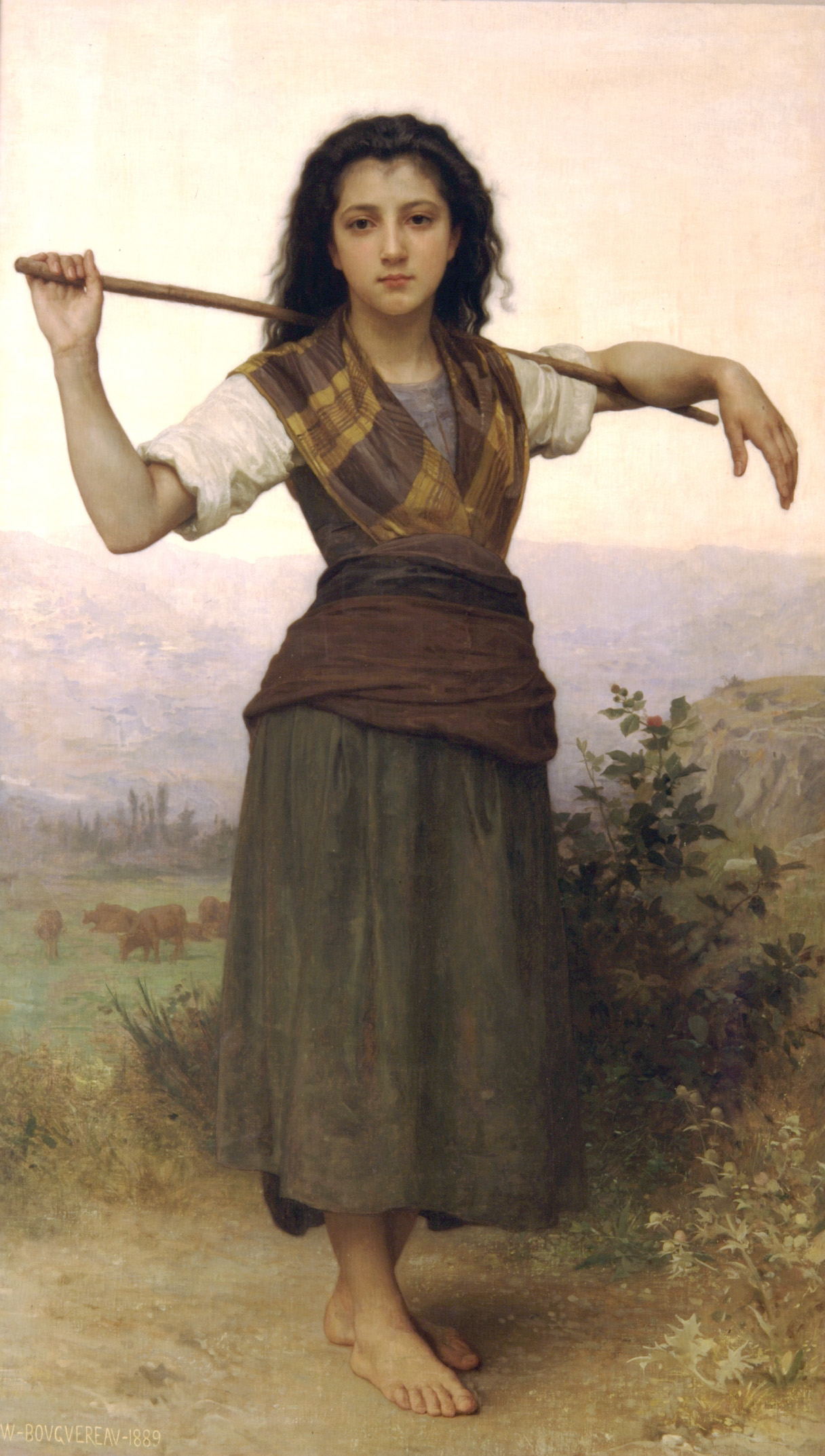
William-Adolphe Bouguereau, The Shepherdess (1889)
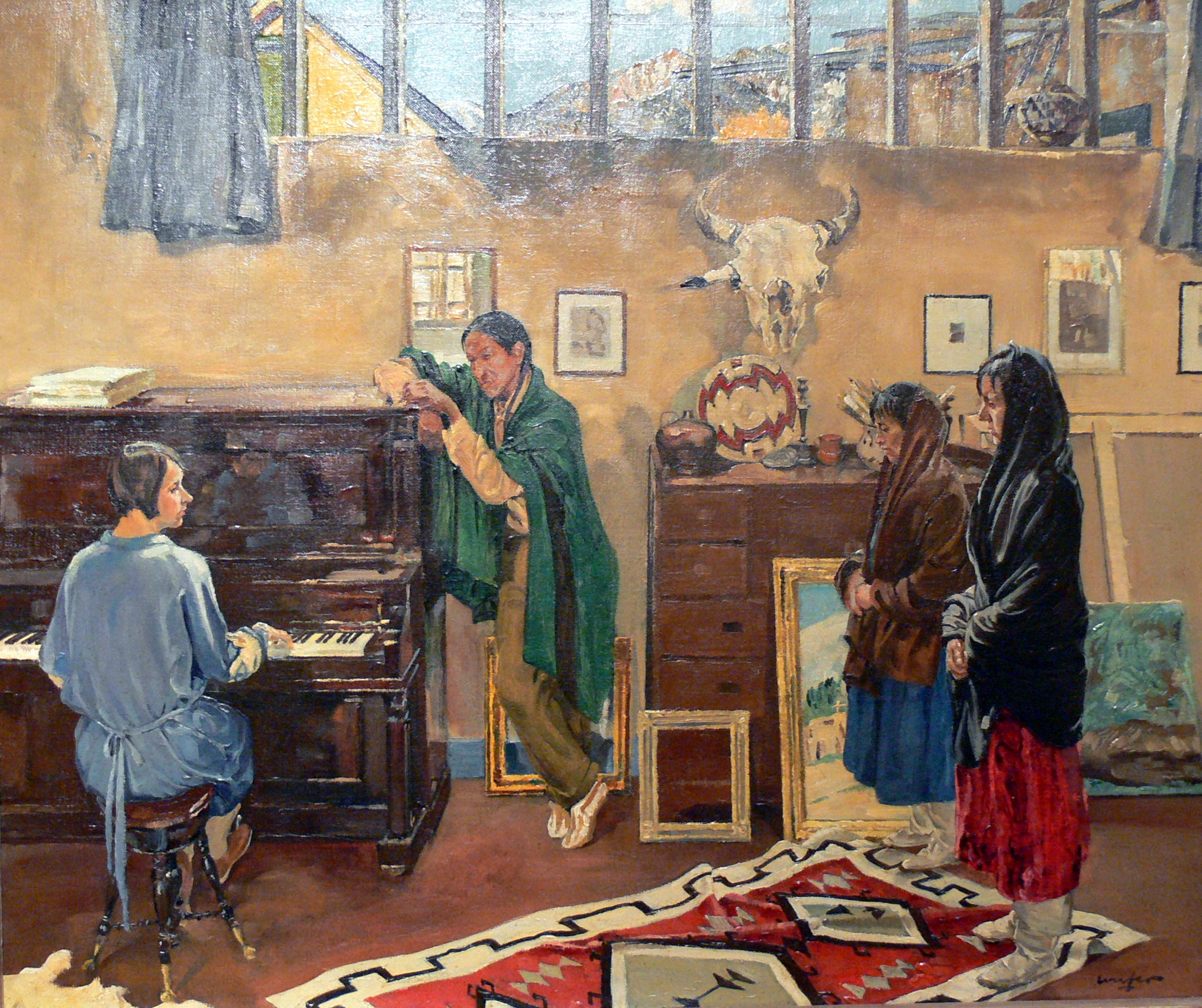
Walter Ufer, The Listeners (1920)
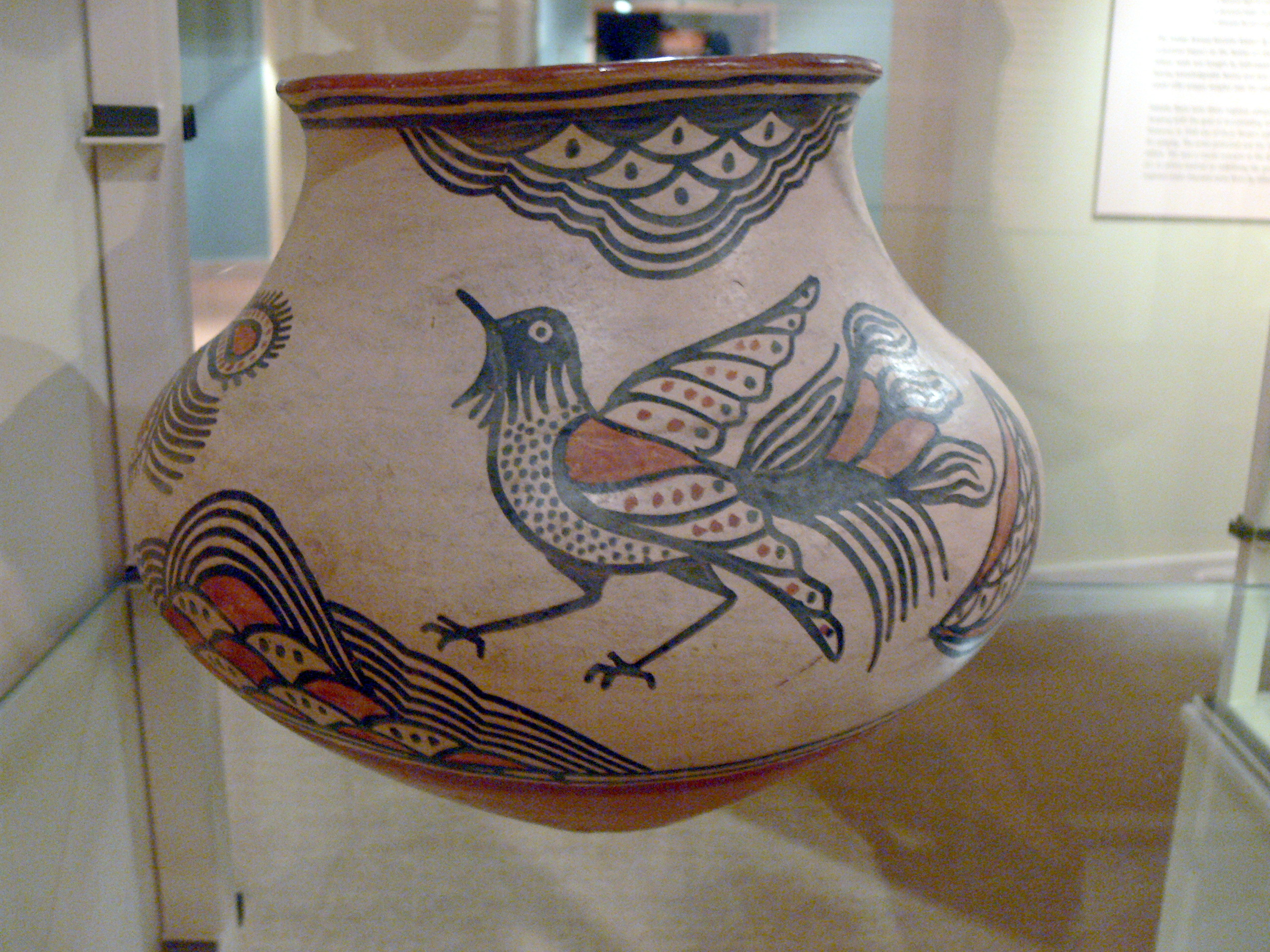
Cerámica Pueblo
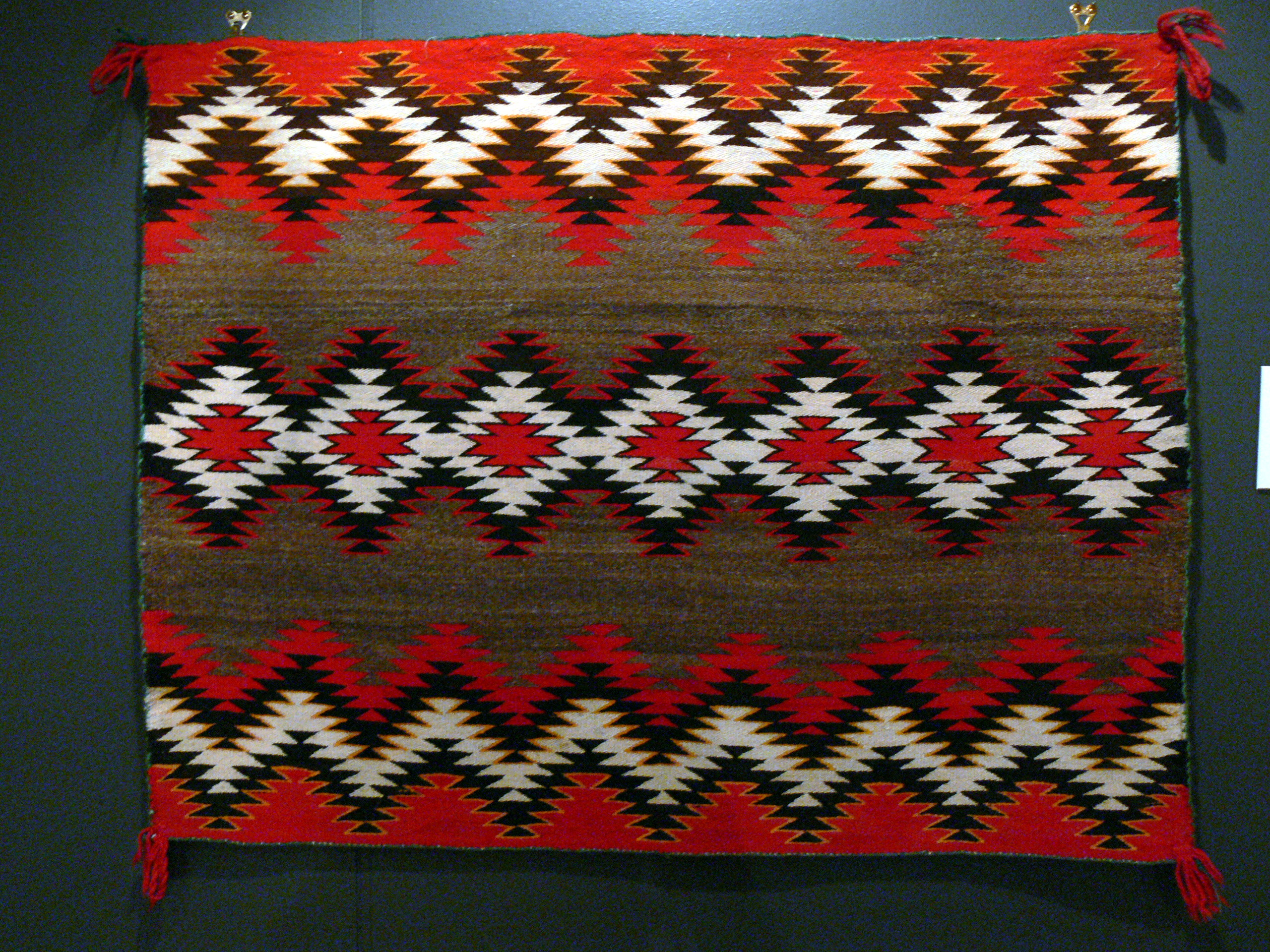
Manta Navajo (1880s)
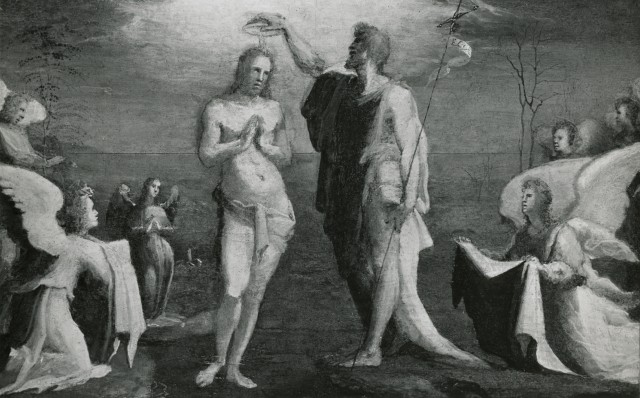
Domenico di Pace Beccafumi, The Baptism of Christ (1528)
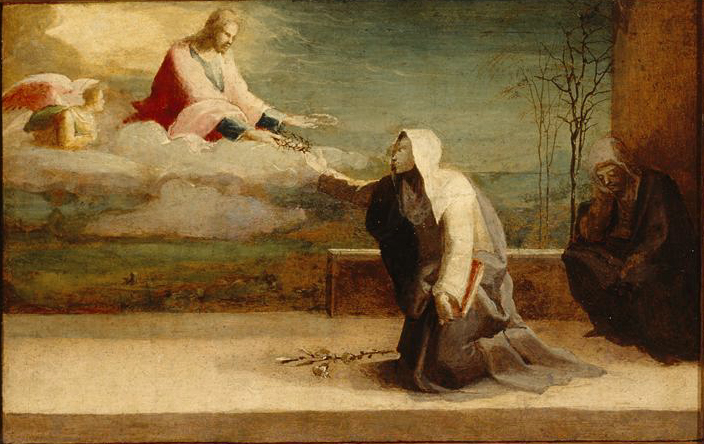
Domenico di Pace Beccafumi, Vision of Saint Catherine of Sienna (1528)
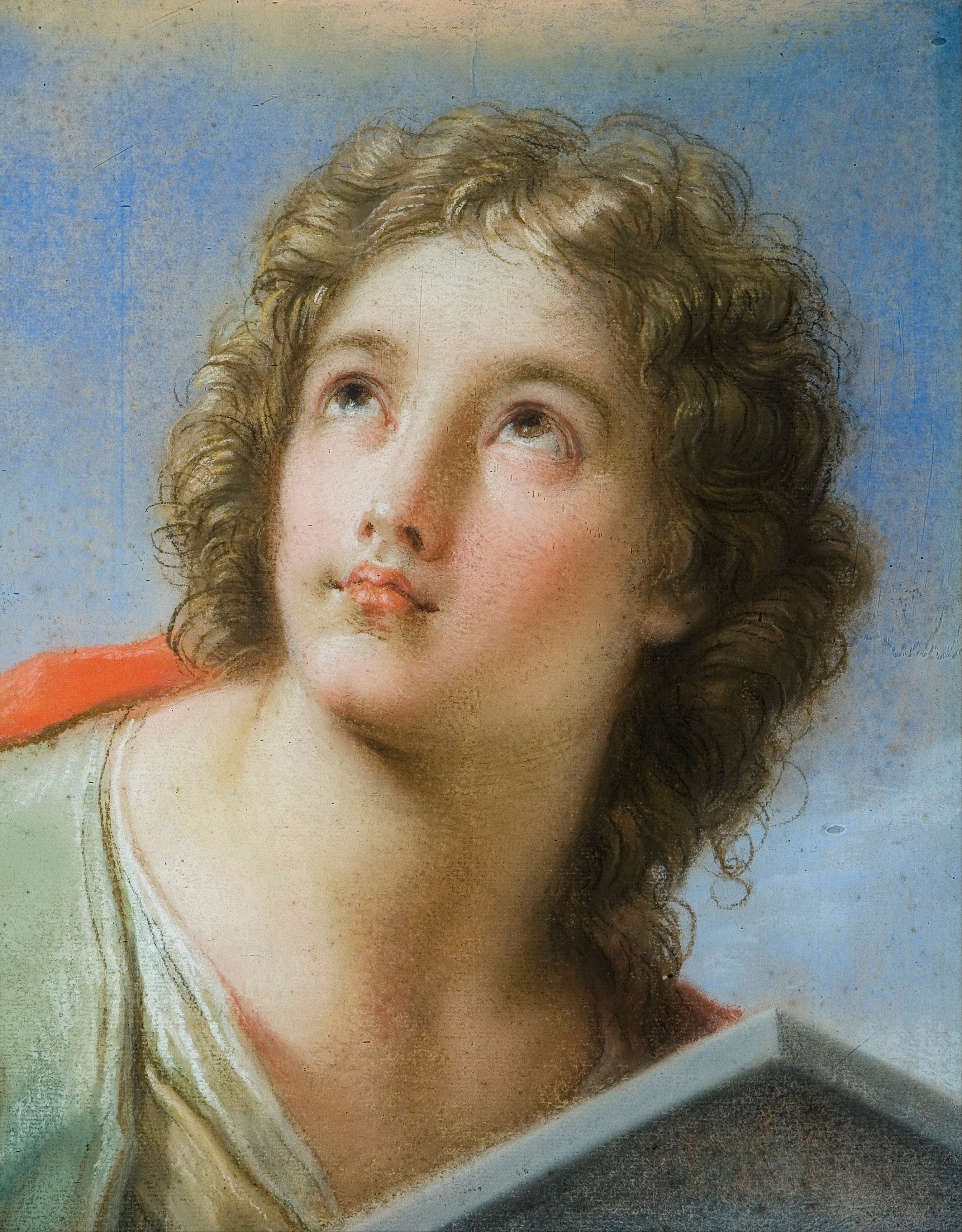
Benedetto Luti, Saint John the Evangelist
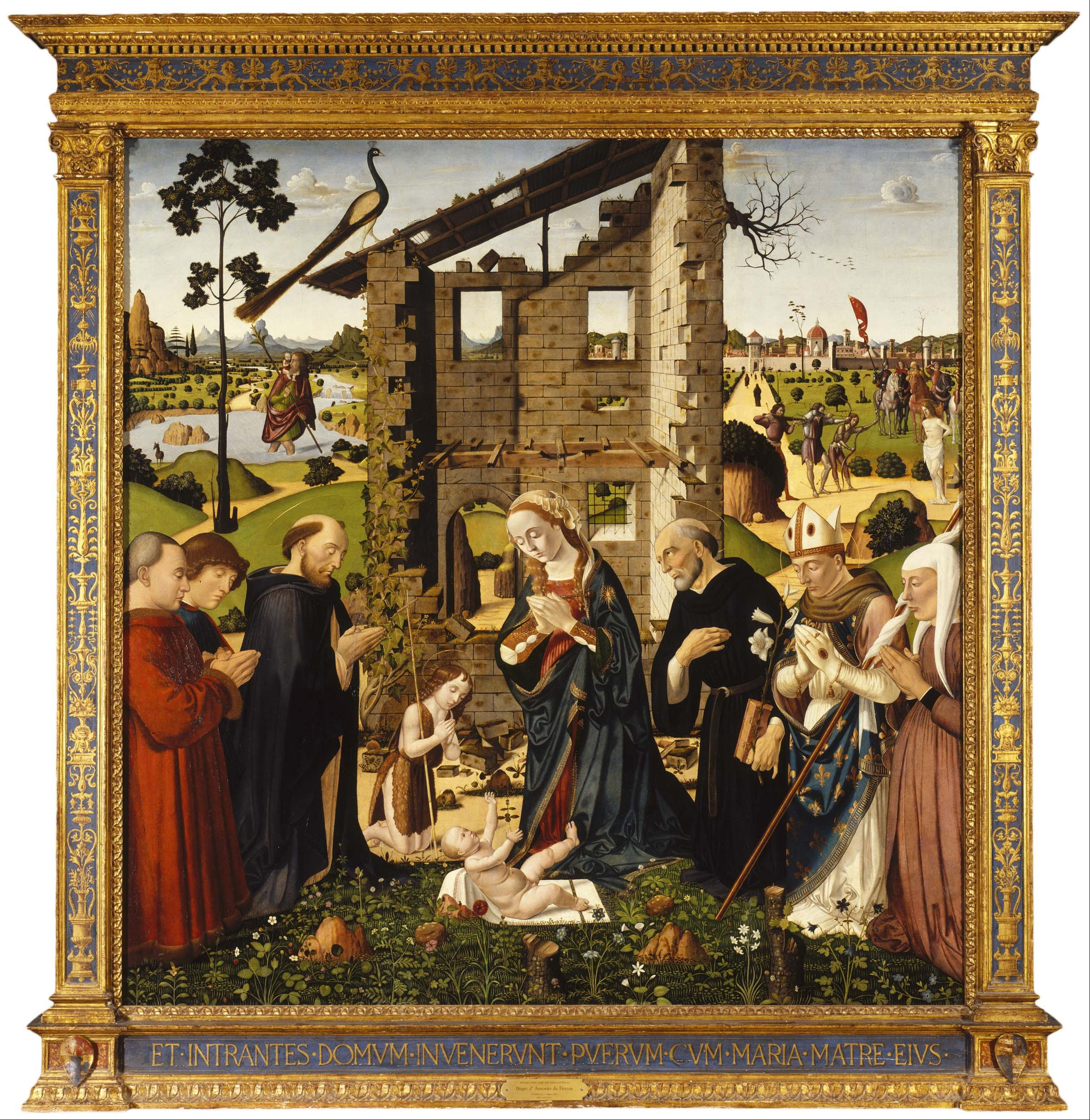
Biagio d'Antonio, The Adoration of the Child with Saints and Donors (c. 1476)
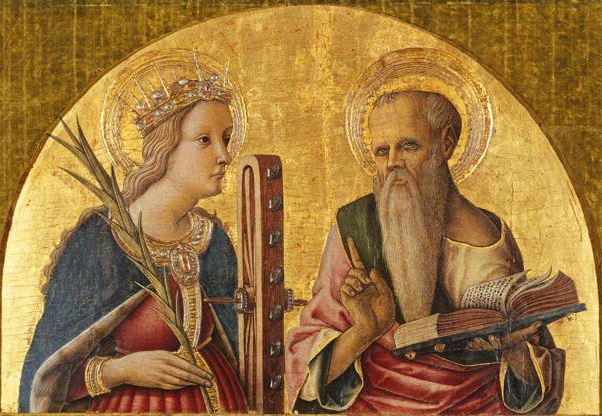
Carlo Crivelli, Saint Catherine of Alexandria and Girolamo
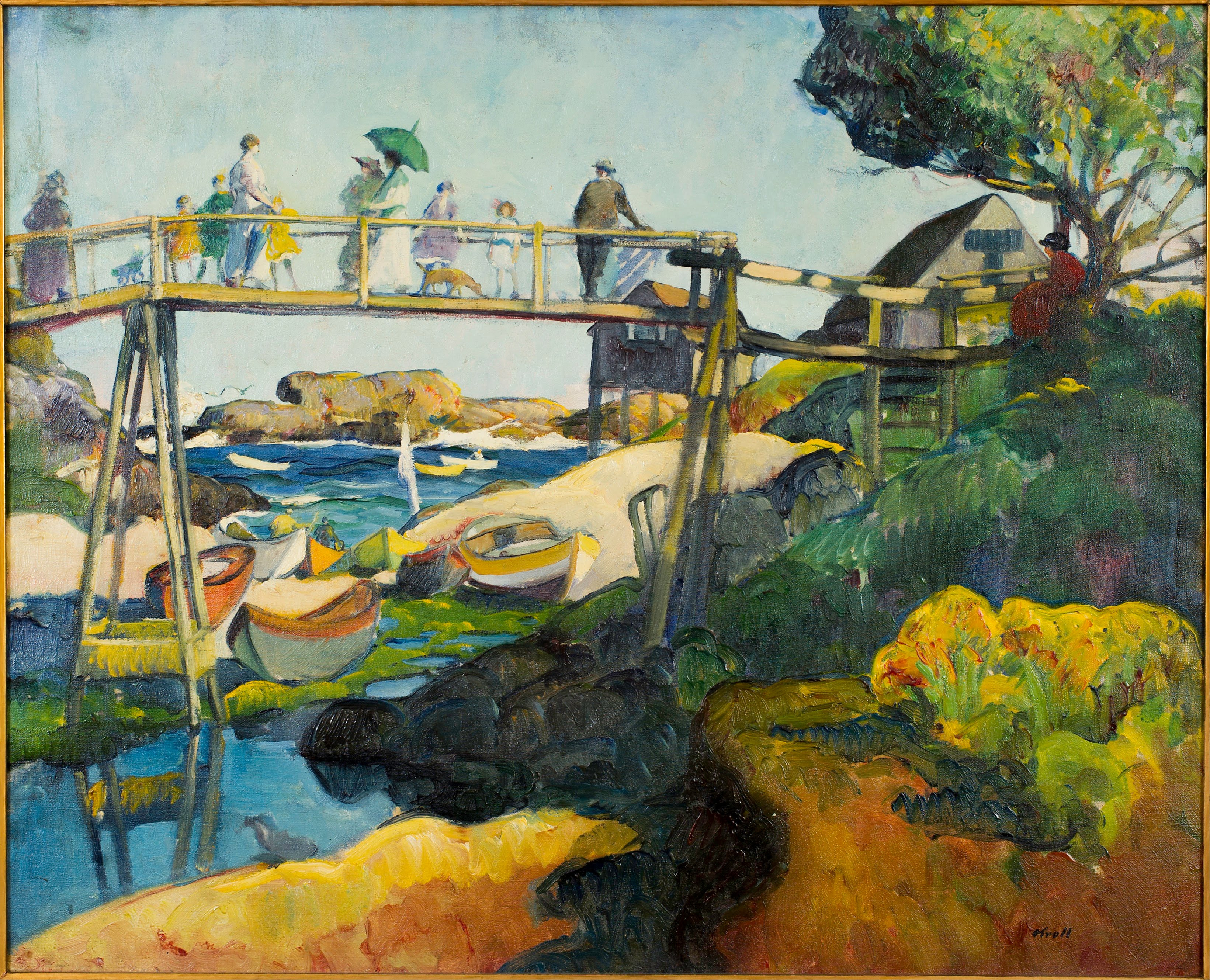
Leon Kroll, The Gay Bridge (1919)
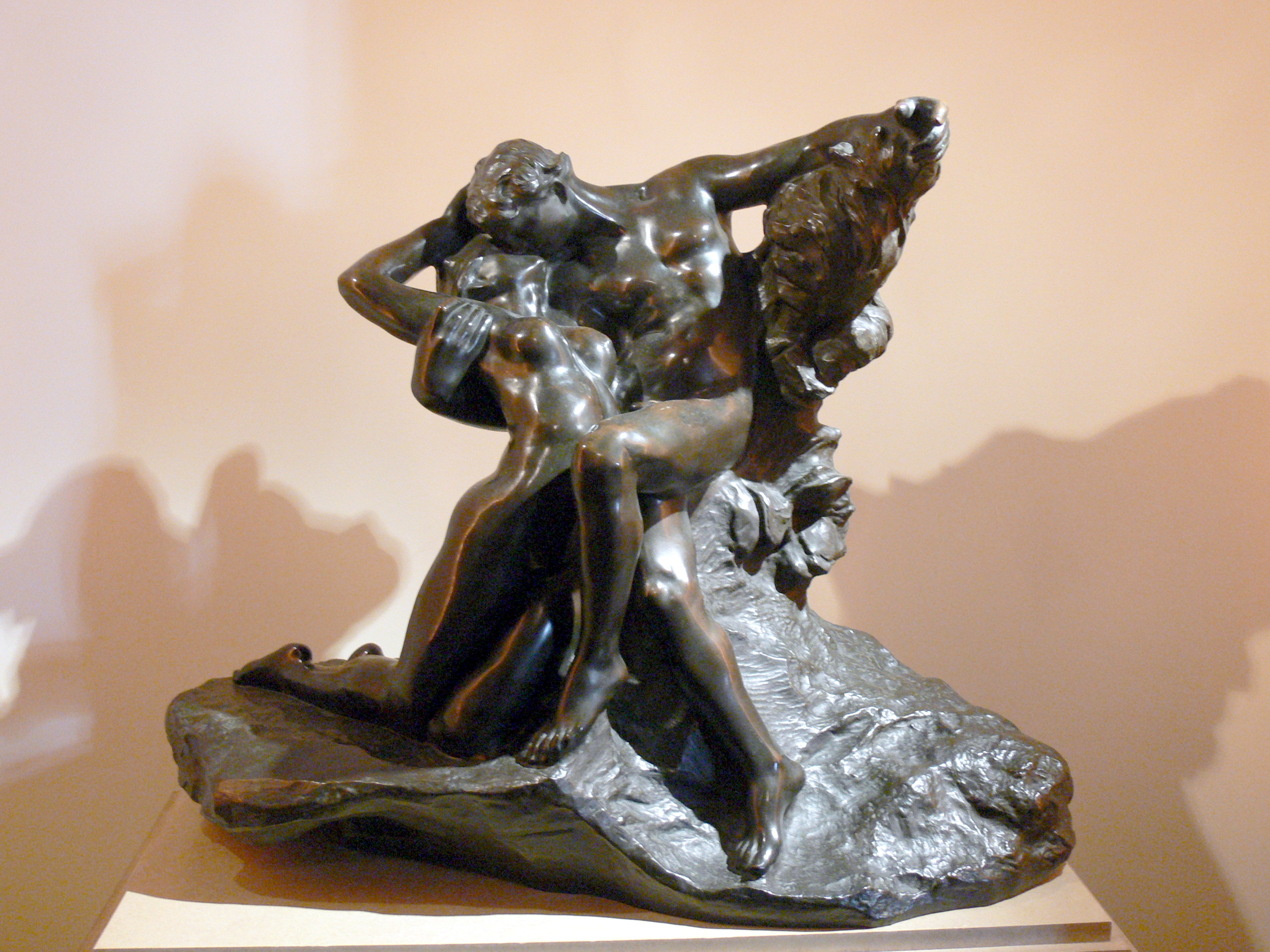
Auguste Rodin, The Eternal Spring
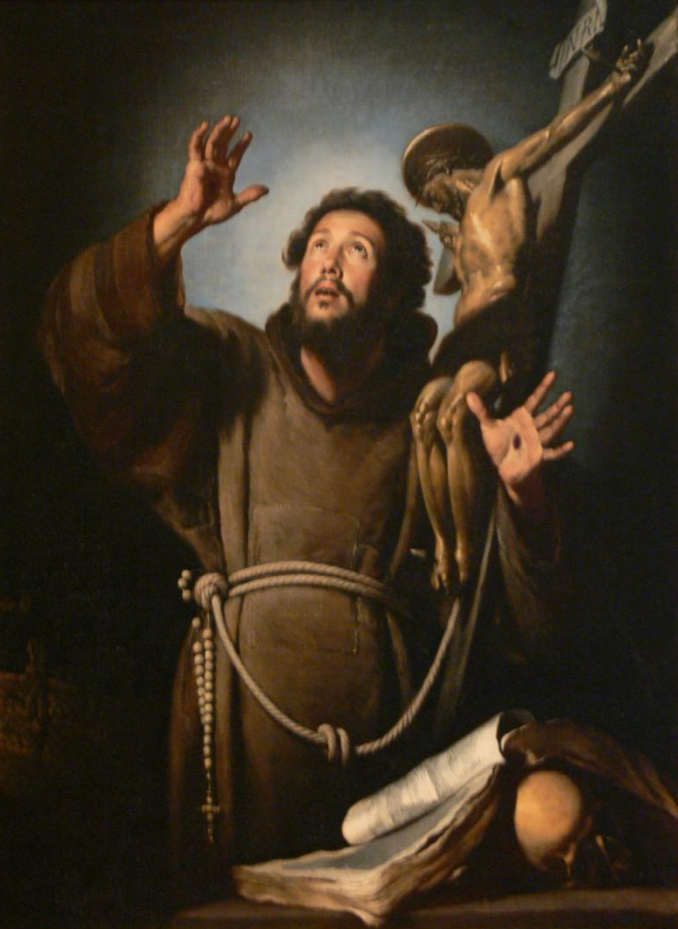
Bernardo Strozzi, St. Francis in Ecstasy (c. 1618-20)
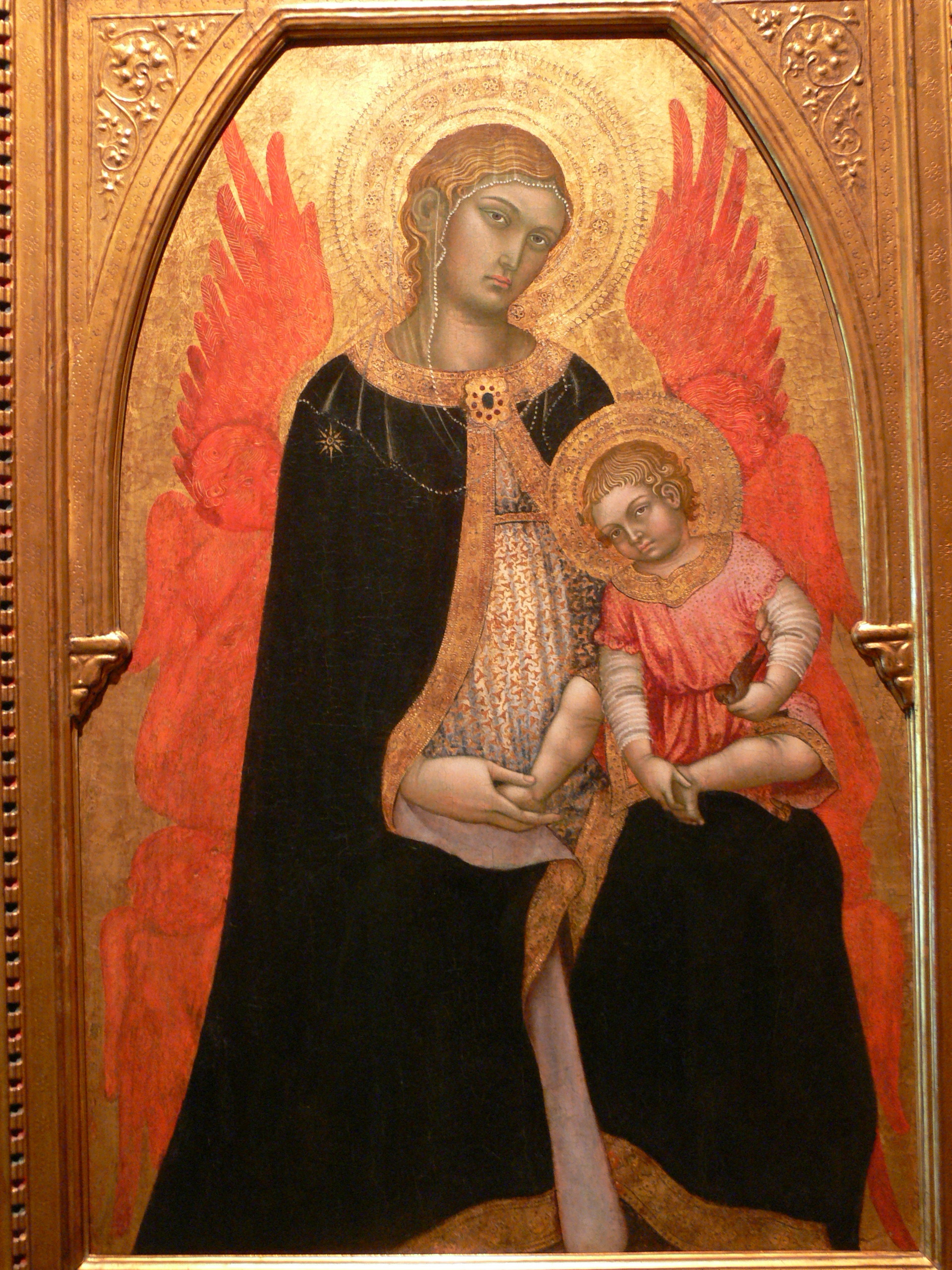
Taddeo di Bartolo, Madonna and Child (c. 1410)
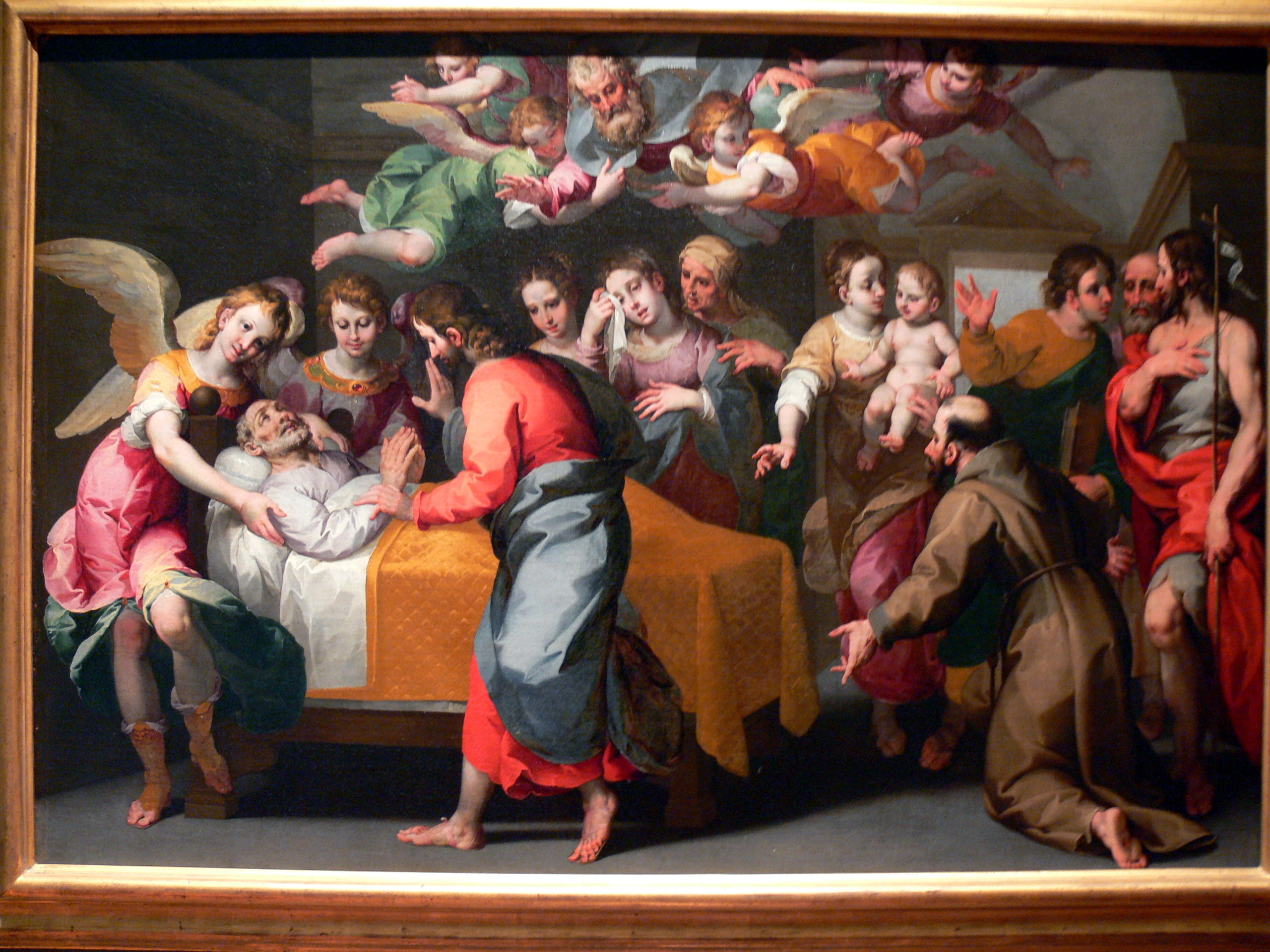
Simone Barabino, The Death of Saint Joseph (1620)
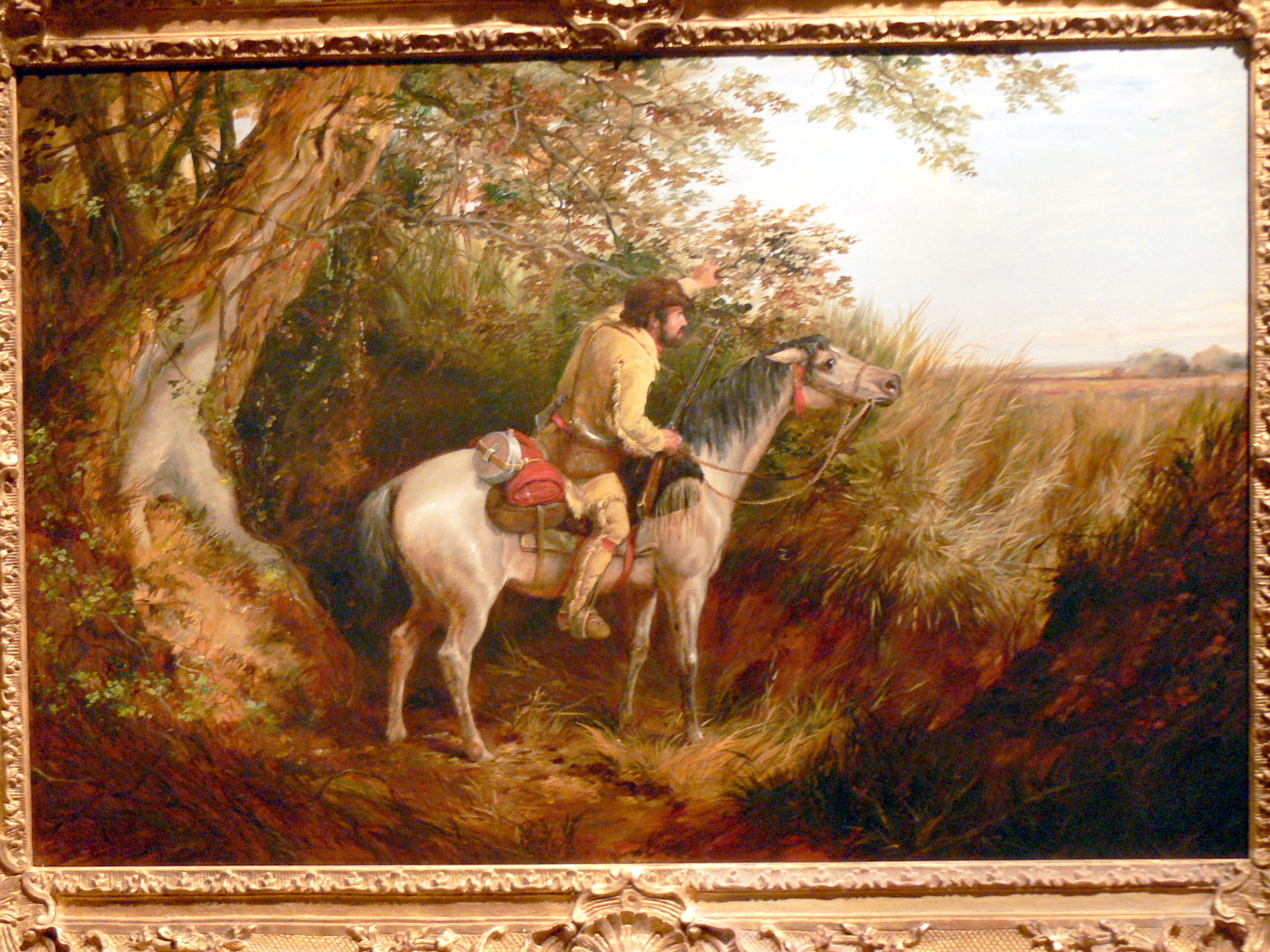
Arthur Fitzwilliam Tait, Trapper Looking Out (1853)
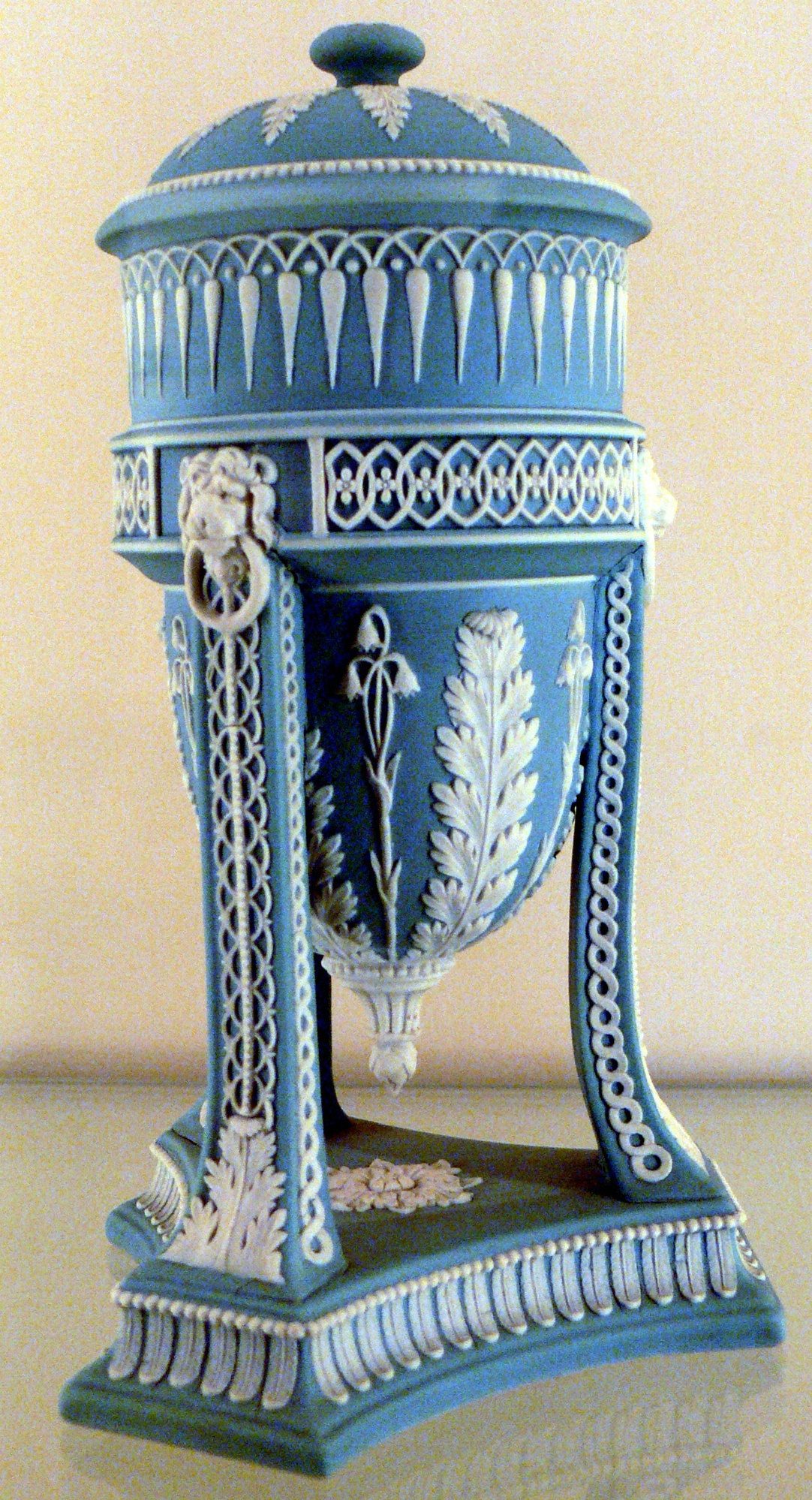
Vasija de porcelana Wedgewood
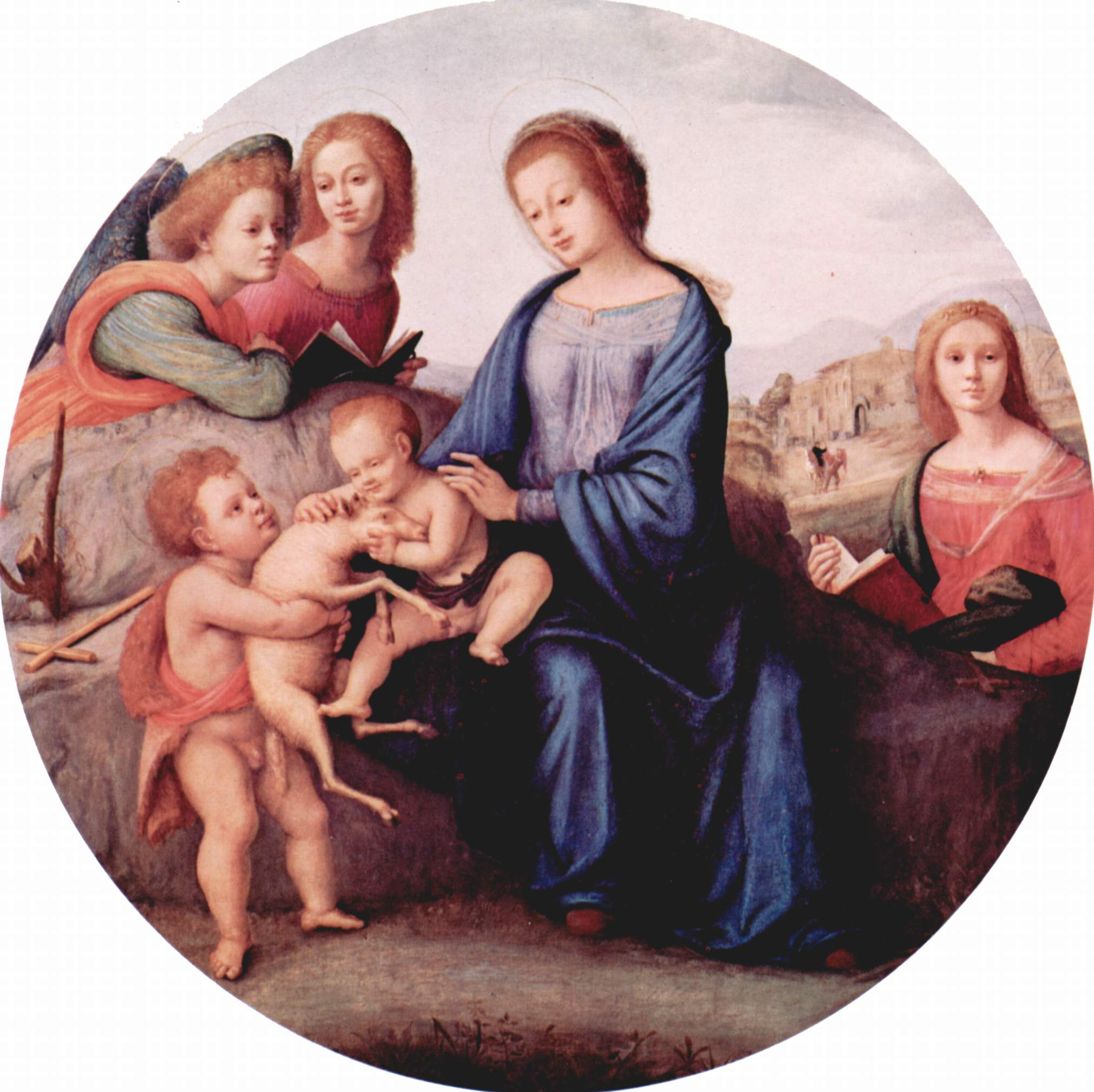
Piero di Cosimo, Madonna and Child with Saints and Angels (c. 1520)
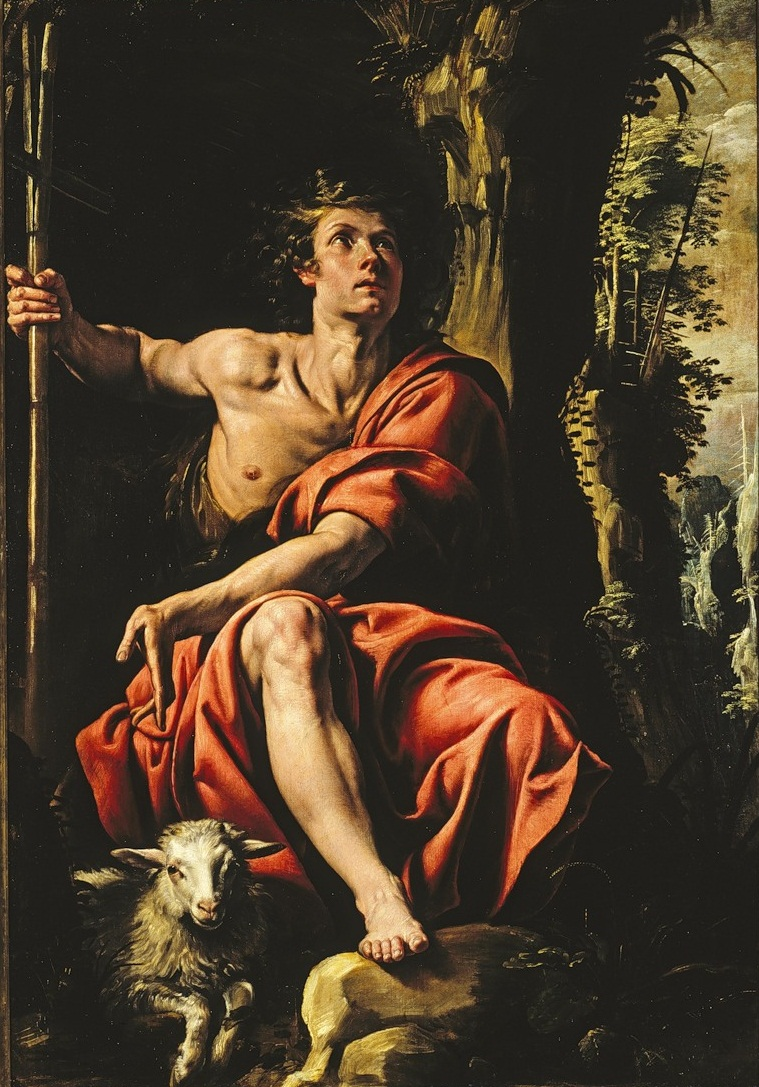
Tanzio da Varallo, Saint John the Baptist in the Wilderness (c. 1627-29)
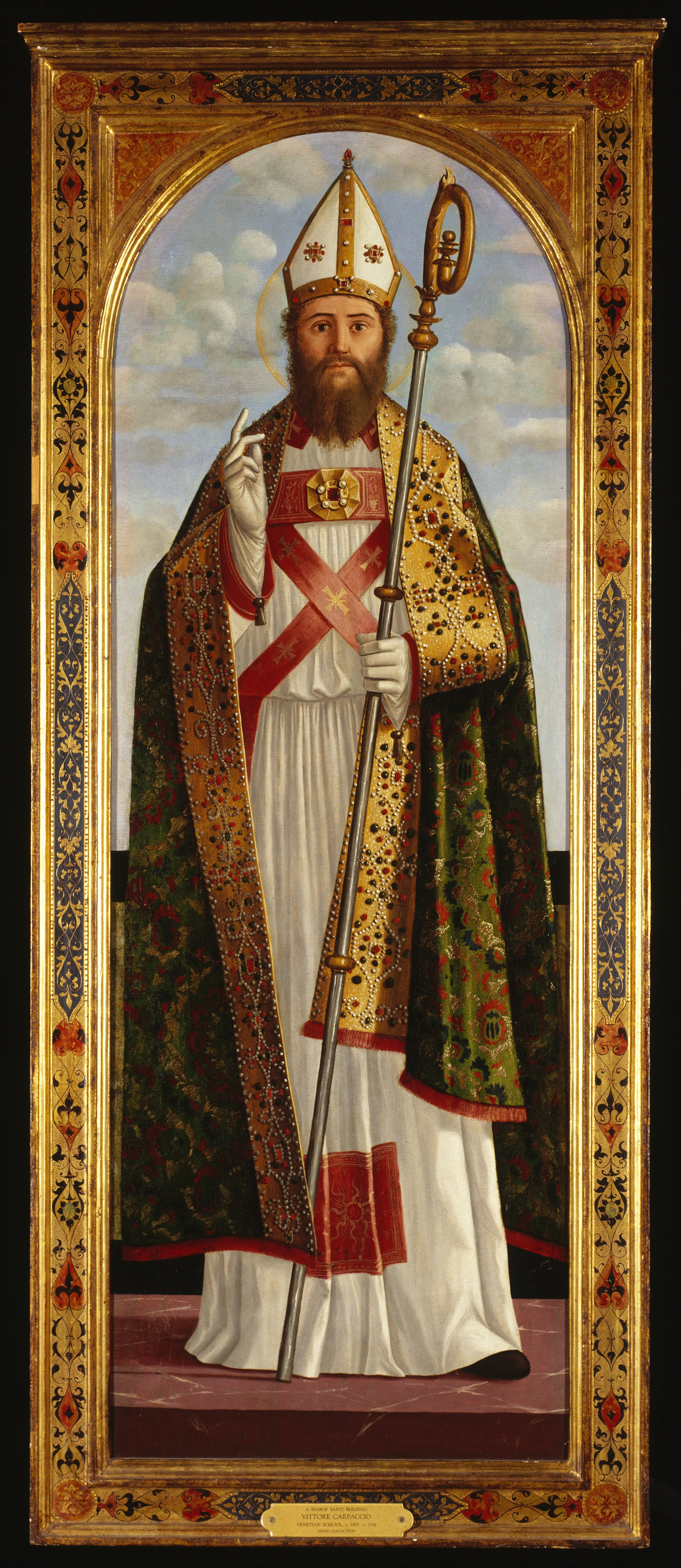
Vittore Carpaccio, A Bishop Saint Blessing